# ماری رز

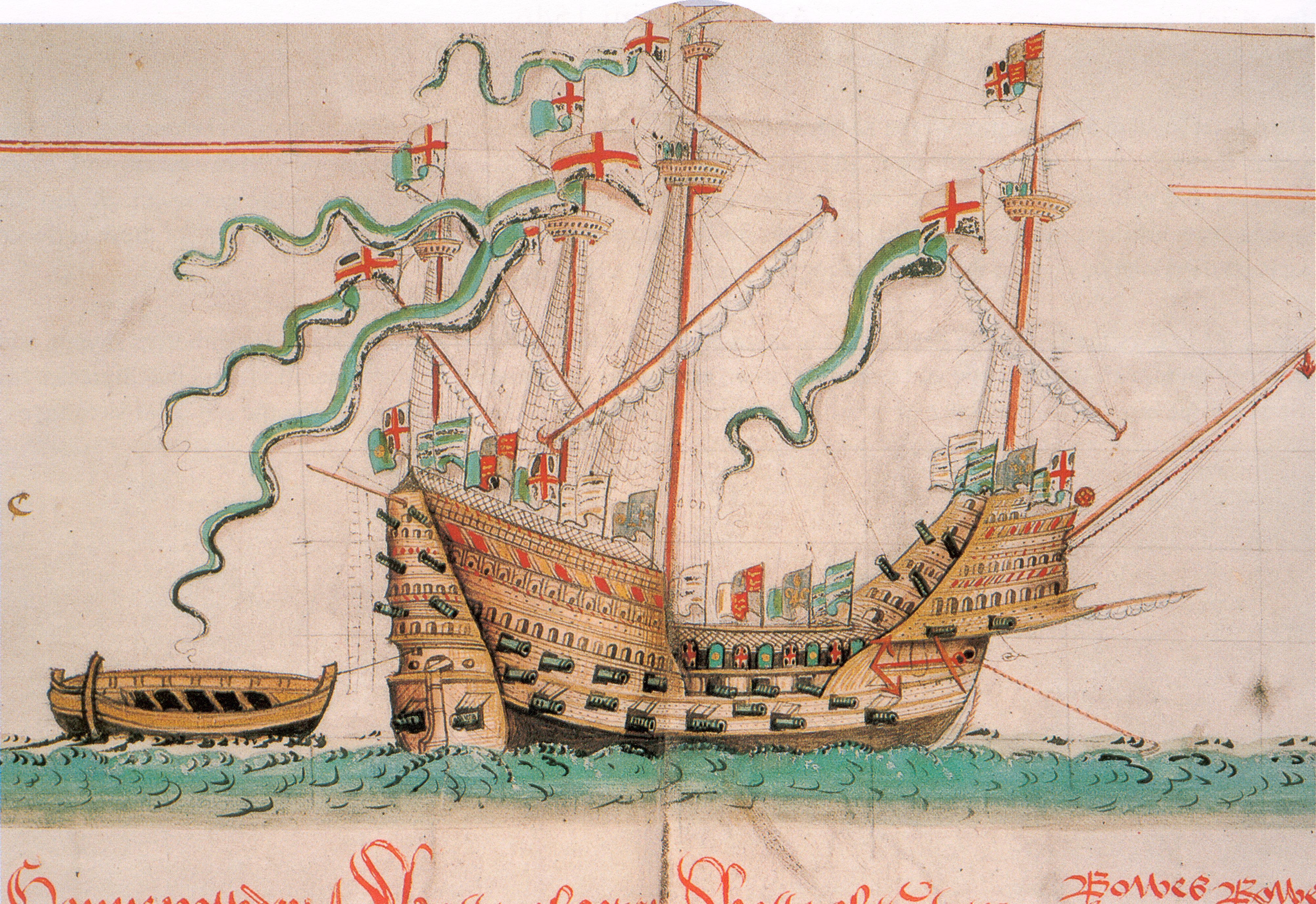
نگارهٔ نقاشی‌شده‌ای از ماری رز

ماری رز (به انگلیسی: Mary Rose) نام مهمترین کشتی جنگی ناوگان هنری هشتم بود که در نبردهای دریایی بین انگلستان و فرانسه از آن استفاده می‌شد. این کشتی در آخرین مأموریت جنگی خود در ۱۵۴۵ در نزدیکی پورتسموث در همپشایر واژگون و غرق گردید. در این حادثه تقریباً تمامی ۷۰۰ نفر خدمه کشتی جان خود را از دست دادند. 
بقایای ماری رز پس از تلاش و کوشش فراوان سرانجام در ۱۹۸۲ از از اعماق دریا بیرون آورده شد و همراه با دیگر اشیای کشف شده از این کشتی در موزه‌ای در پورتسموث در معرض نمایش قرار گرفت.